# Indian Institute of Management

Indian Institute of Management, Bengaluru

Indian Institute of Management (IIM) ist der Name von sechs Business Schools in Indien. Diese Hochschulen unterrichten ausschließlich postgraduierte Studenten.
In der Reihenfolge ihrer Gründung: Kolkata (IIMC) – 1961, Ahmedabad (IIMA) – 1961, Bengaluru (IIMB) – 1973, Lakhnau (IIML) -1984, Kozhikode (IIMK) – 1996, Indore (IIMI) – 1998.
Bei den IIMs handelt sich um Hochschulen von nationaler Bedeutung, die neben dem Indian Institute of Technology (Ingenieurwesen und Technologie), Indian Institute of Science (Naturwissenschaft), Indian Statistical Institute, National Law School of India University (Recht) und All India Institute of Medical Sciences (Medizin) oft als Elitehochschulen des Landes gelten. Die ältesten drei der IIMs gehören mittlerweile zu den führenden Business Schools in Asien.